# شهرستان چوسان
شهرستان چوسان (به لاتین: Chosan County) شهرستانی در کشور کره شمالی است که در چاگانگ واقع شده‌است.

## خصوصیات
شهرستان چوسان ۵۵۰ کیلومترمربع مساحت و ۳۳٬۶۰۰ نفر جمعیت دارد.